# Hummer H1

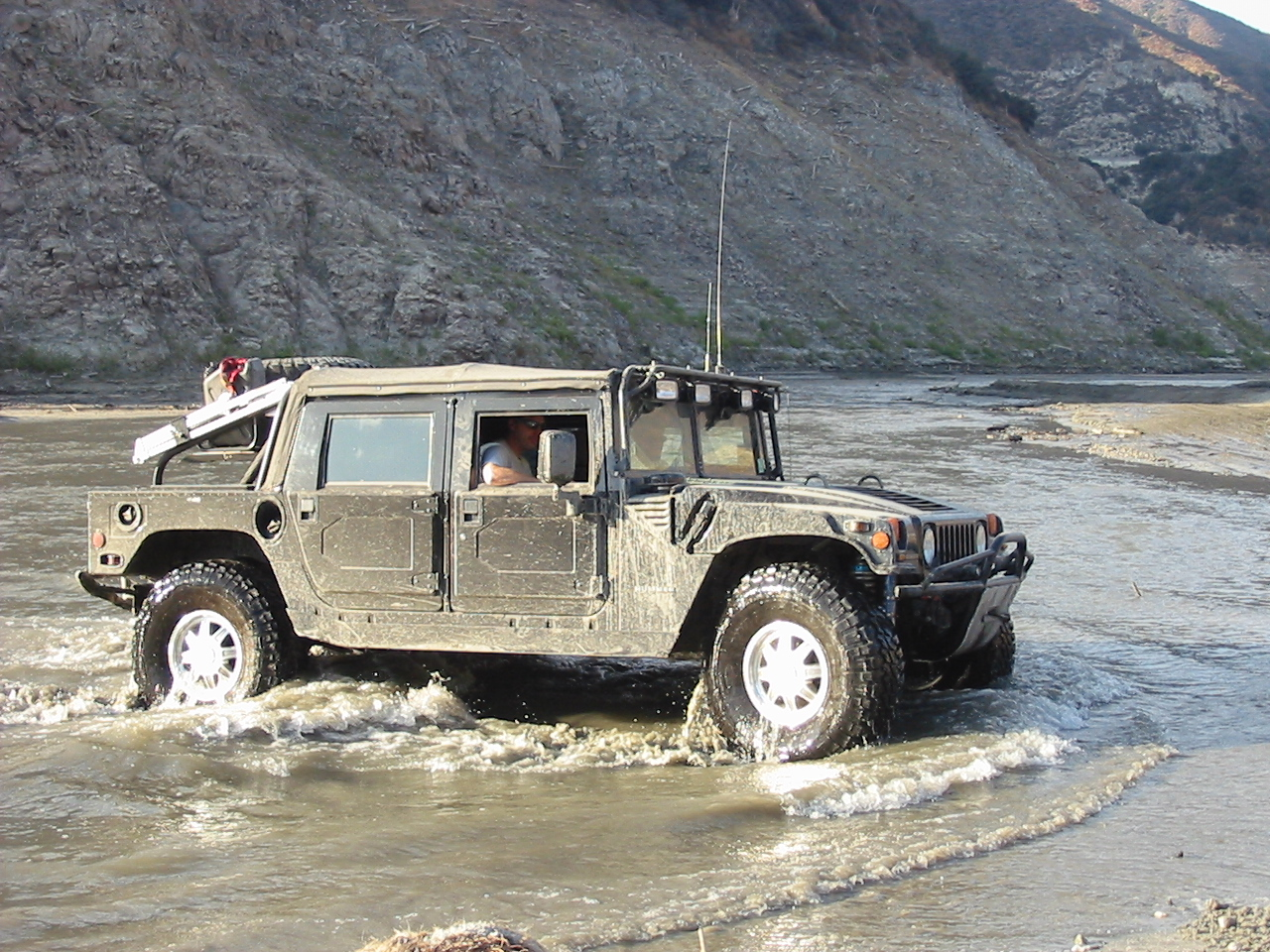
Een Hummer H1

De Hummer H1 is een terreinwagen van het Amerikaanse autoconcern General Motors en het eerste en grootste model uit de Hummer-serie.
De Hummer H1 is gebaseerd op de militaire Humvee.
De auto is omstreden vanwege zijn hoge brandstofverbruik en CO2-uitstoot. De H1 is geproduceerd van 1992 tot 2006. Er zijn twee opvolgende modellen: de Hummer H2 en de Hummer H3, die inmiddels ook niet meer geproduceerd worden. In 2010 is het merk Hummer in zijn geheel stopgezet. De militaire Humvee wordt echter nog wel geproduceerd.
Concepts:
Hummer HX
Niet meer in productie:
H2 ·
H2 SUT ·
H3 ·
H3T ·
H1